# Cycas media
Cycas media é uma espécie de cicadófita do género Cycas da família Cycadaceae, nativa do sudeste da Papua-Nova Guiné e leste de Queensland, Austrália.